# Битва при Фетанге
Битва при Фетанге (азерб. Fetəng döyüşü) — битва между Надир-шахом и Ильбарс-ханом II, правителем Хивинского ханства, произошла в рамках похода Надира в Среднюю Азию.

## История
Когда Надир был в Индии, воины Хивинского ханства периодически нападали и грабили Хорасан. В ответ на это наследный принц Надир-шаха в Хорасане Реза Кули-мирза двинулся в Среднюю Азию и одержал победу. Но Надир не дал ему продолжить свои атаки. Потому что его целью было вернуться и провести большую кампанию под своим командованием.
Вернувшись после великой победы в Индии, Надир двинулся в Среднюю Азию. Его целью были бухарский Абульфаз-хан и хивинский Ильбарс-хан. В конце 1740 года Абульфаз-хан потерпел поражение. Абульфаз-хан, заявивший, что подчинится Надиру после того, как тот потерпит поражение, был поставлен во главе Туркестанского княжества. Хотя такое предложение было сделано Ильбарсу-хану, он отклонил это предложение.

## Первичные столкновения
Пока Надир-шах был ещё в Бухаре, он написал Ильбарсу-хану и попросил его следовать за ним как Абульфаз-хан, но это предложение было отклонено. Ильбарс-хан также решил отправить в Чарджо 30-тысячный отряд узбекской, аральской, ямутской и туркменской конницы под предводительством Мухаммадали-хана Кидила. Пусть эта группа быстрее группы армий Надир-шаха достигнет Чарджо, разрушит переправу через Амударью и тем затруднит переправу войск Надир-шаха через реку. Ильбарс-хан был уверен, что рассеет войска Надир-шаха с его армией под предводительством Мухаммадали-хана и заставит его отступить. Когда эта группа войск вышла на расстояние 6 миль от Чарджо, Надир-шах узнал об обстановке. Было ясно, что захват переправы через Аму-Дарью у Чарджо осложнит поход Надир-шаха к Хорезме. Поэтому Надир-шах оставил груз и припасы войска и ускорил движение к Чарджо со своей группой опытных воинов. Оставленный багаж и припасы должны были продолжить движение с сопровождающим отрядом и присоединиться к Надир-шаху в Чарджо. Рзагулу Мирзе было поручено руководство этим отрядом. В отряде под предводительством Надир-шаха было 20 000 воинов. Кроме того, Надир-шах направил послание Махаммадреза-хану Гырхли, бейларбею Мерва, чтобы тот присоединился к нему с трехтысячным мервским отрядом, назначенным для охраны вокруг Чарджо. Поскольку жители Мерва постоянно враждовали с туркменскими или узбекскими племенами, Надир Шах считал полезным использовать против этих племен отряд Мерва.
Надир-шаху также было известно, что у Ильбарс-хана сильная и боеспособная армия. Поэтому при движении к Чарджо обеспечивал прикрытие войск с флангов, тыла и фронта, а также компактное движение войск. Со временем Надир-шах достиг Чарджо, называемого рекой Аму-Дарья, и расположился лагерем на другом берегу. Через сутки подошли остальные силы и нагнали его. Достигнув Чарджо, Надир-шах согласился на возвращение Рзагулу Мирзы. Завершив необходимые организационные работы в Чарджо, Надир-шах двинулся со своим войском в место, называемое долиной Девабойну. Перед уходом он перегруппировал войско, и вся армия была разделена на четыре большие группы. За этой группой наступала основная часть войск. Две другие группы сформировали группы фланговой охраны. Кроме того, отряд в 6000 человек двигался вдоль берега и обеспечивал охрану корабля, перевозившего припасы в реке. Когда они достигли долины Девабойну, Надир-шах приказал войскам остановиться, и по его приказу армейский обоз был собран и для его охраны был выделен особый отряд. Прибытие Надир-шаха в долину Девабойну совпадает с последними днями октября 1740 года.
В сражении между передовыми частями обеих армий победу одержали части Надира.

## Битва
Противоположные стороны сошлись лицом к лицу возле замка Фетанк. Перед началом боя обе стороны сгруппировали свои силы. Были определены центр, правый и левый фланги, засады и резервные силы, каждый из которых был возложен на опытных генералов. Группа из 6000 воинов Ямута была одной из первых, кто присоединился к битве в качестве колесных мастеров войск Ильбарса. Они отрезали пути движения войскам Надир-шаха и вызвали обострение боя. Воины Ямута проявили такую решимость, что смогли сломить сопротивление войск Надир-шаха на двух направлениях фронта и продвинуться вперед. Чтобы продвижение ямутов не стало опасным, сам Надир-шах немедленно бросился на поле боя и выдвинулся навстречу войскам ямутов. Надир-шаха сопровождала конница Афшар, Марв и Атак, которые всегда подвергались мародерским набегам ямутской и туркестанской конницы и искали случая отомстить ямутам. Этим шагом Надир-шах создал силовое преимущество на том направлении, где ямуты временно добились успеха, и очень скоро это силовое преимущество превратилось в военное преимущество. Ямутам, рвавшимся вперед, был нанесен серьёзный удар, и в их рядах поднялась волна. Напряжение на поле боя усилилось с вступлением в бой Надир-шаха. В целом, хотя реальную картину того, что происходило вокруг крепости Фетанк, создать невозможно, известно, что успех, достигнутый Надир-шахом на том направлении, на котором он участвовал в сражении, сказался на общем результате. Встретив упорное сопротивление Надир-шаха, ямутские воины были вынуждены отступить, их действия отразились на других отрядах, и Ильбарс-хану пришлось в следующем столкновении бежать назад, беспомощному перед храбростью войск Надир-шаха. Многие были убиты и взяты в плен во время преследования его войск. Ильбарс-хан спас свои войска от уничтожения, когда они подошли к крепости Хезарасб.

## Итог
В результате этой битвы Надир разбил войска Ильбарс-хана. Крепость Хезаресб, где позже укрылся Ильбарс-хан, и крепость Ханега были захвачены Надиром. Наконец Ильбарс-хан, истощивший все свои силы, был схвачен и казнен Надиром.